# Communauté d'orfèvres de Morlaix
Les orfèvres de Morlaix sont une communauté d'artisans dont les premières traces remontent au XVe siècle. Une jurande y est établie en 1607 et est active jusqu'en 1791 (décret d'Allarde) ; dépendant de la monnaie de Rennes, elle concerne Morlaix mais également Guingamp et Lannion. Le dernier orfèvre y cesse son activité en 1832.
La ville est connue pour avoir réalisé des pièces d'orfèvrerie remarquables, et plusieurs maîtres y ont exercé. On peut noter parmi eux : 
- Jehan Grahant, un des plus anciens ;
- François Lapous, père et fils, à la production importante ;
- Jean-Pierre Le Goff, le membre le plus connu de la jurande, pour sa production de qualité et abondante ;
- Claude Barbe Guillou, une des veuves d'orfèvres ayant exercé (elle succède à Denis de Lachèse) ;
- Paul Le Goff, dernière orfèvre ayant exercé.

## Historique

### XVesiècleetXVIesiècle

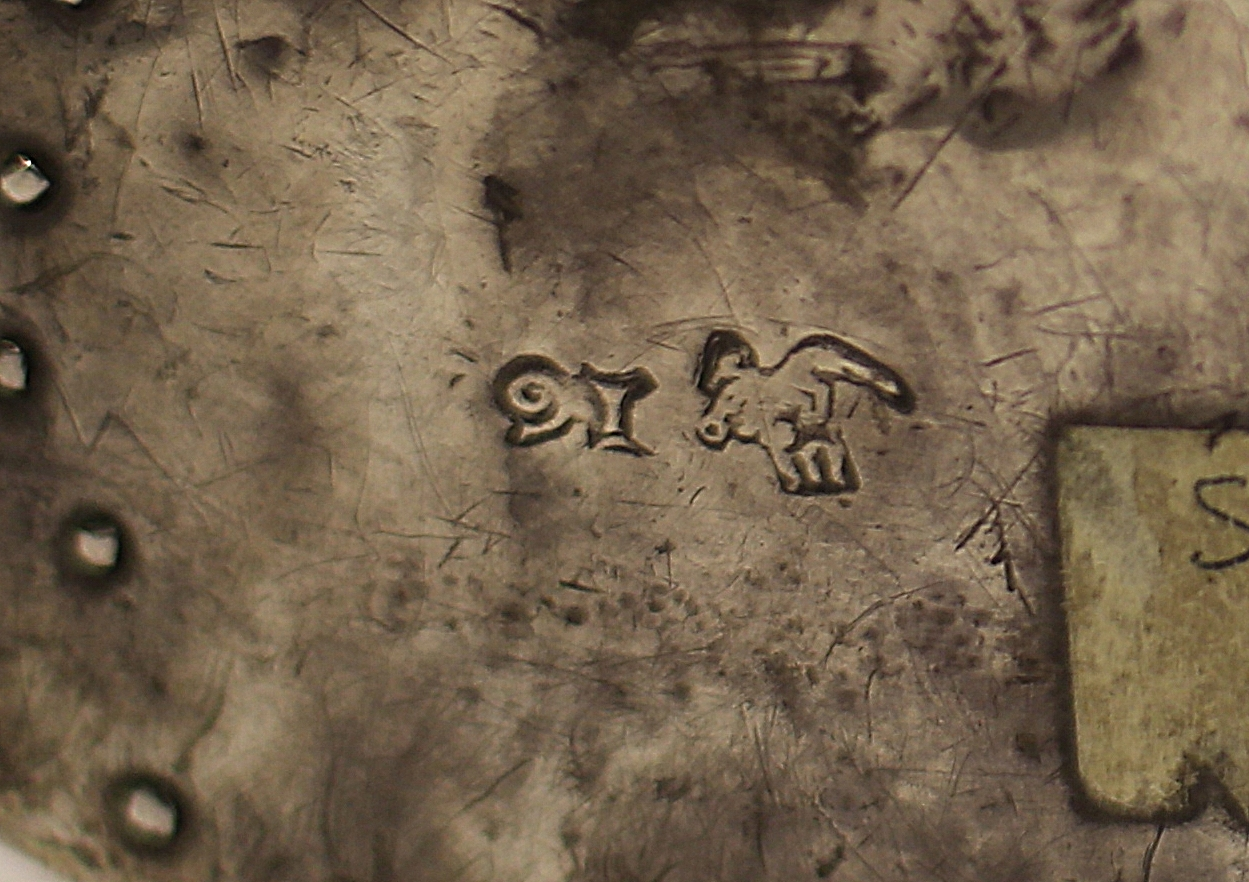
Poinçon de Jehan Grahant « IG », et celui de la corporation de Morlaix, une hermine passant sur un « M » (bras reliquaire de Saint Maudet).

Onze ateliers sont présents en ville au XVe siècle, pour la plupart sis rue des orfèvres (actuelle rue Basse). 
Le plus ancien poinçon de jurande, datant de la seconde moitié du XVe siècle, est un « M » gothique très large, que l'on trouve sous la châsse-reliquaire de Dirinon.
Les premiers orfèvres connus de la future jurande sont identifiés à partir de 1490 : Jehan Grahant et Yves Pleyber.
La ville est mise à sac par les Anglais en 1522, sans qu'il ne soit rapporté d'impact sur l’orfèvrerie de la ville. Les inventaires paroissiaux font état de neuf orfèvres. Leur poinçon de communauté est une hermine passante surmontant un « m » gothique avant 1500 puis  une hermine passante surmontant un « M » après 1530.
La production est importante : en 1530, deux procureurs dénombrent pour la fabrique de Saint-Melaine « une croix, un bras d'argent, un ange, un reliquaire, un encensoir, sept calices, un porte-sacre, une tasse en agent pour la quête ».
Charles IX établi par lettres patentes une communauté de ville, préalable à la création d'une jurande, à une date inconnue. Cependant, la guerre de la Ligue, où Morlaix s'illustre du côté des ligueurs, retarde cette création. Elle met cependant en avant un orfèvre inconnu qui ouvre la porte de la ville pour faire entrer sans heurts les troupes de Jean VI d'Aumont.

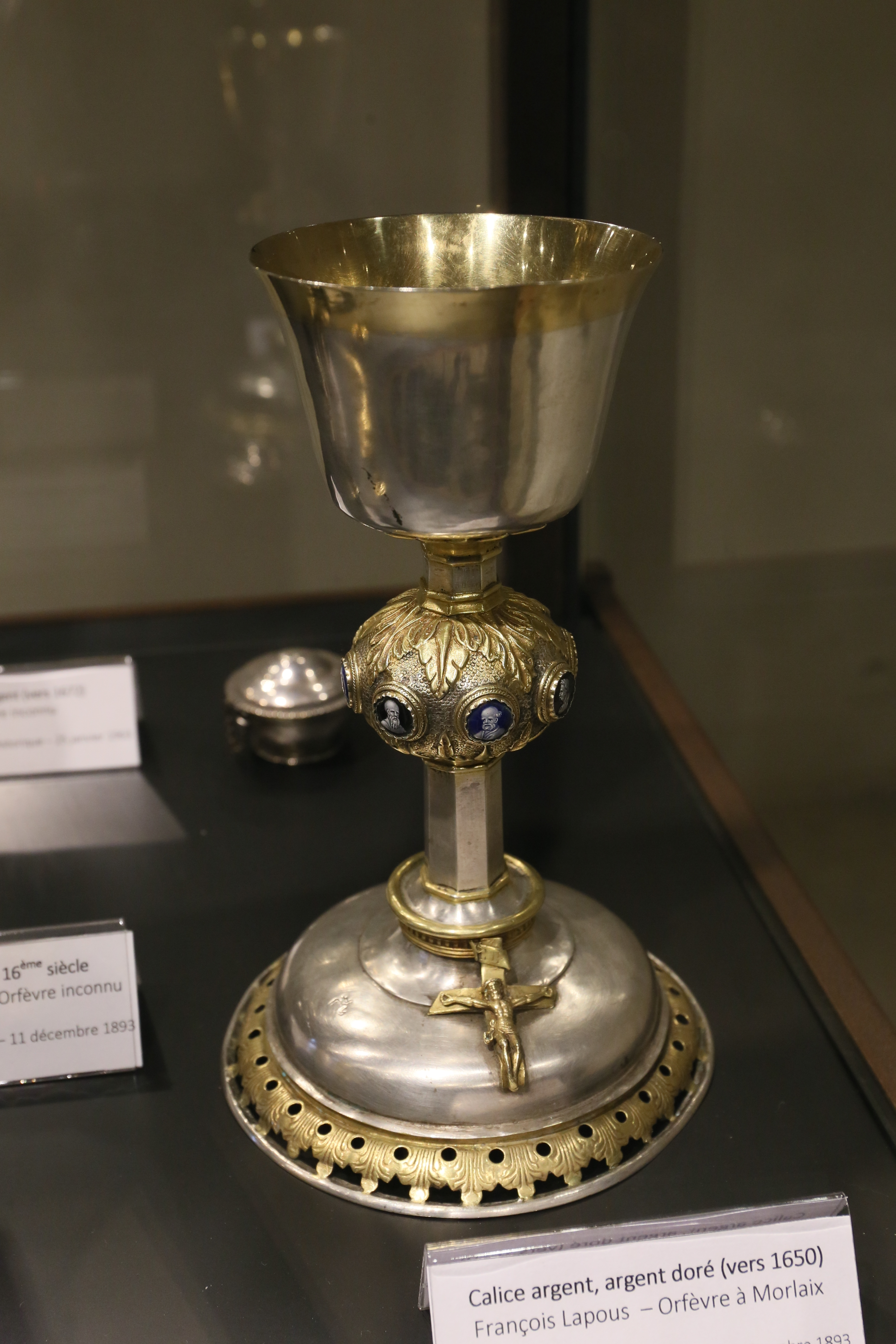
Calice présent dans le trésor de Saint-Jean-du-Doigt, attribué à François Lapous.

Les orfèvres indiqués comme connus sont alors François Lapous, Alain Trocler, Pierre Lafleur, Jean Bellec ou François Briot, qui pourrait être le responsable de l'ouverture de la porte. On note également dans cette liste Guillaume Floch.

### XVIIesiècle, création de la jurande
Henri IV renouvelle les lettres patentes en 1603, qui amène à la création officielle de la jurande en 1607. Celle-ci dépend de la Monnaie de Rennes et est alors composé de quatre maîtres à Morlaix, deux à Guingamp et un à Lannion. 
Le poinçon de jurande est alors l'hermine surmontant la lettre « M », à laquelle est ajoutée une lettre, celles-ci se suivant dans l'ordre au fil des renouvellements. Ont été relevées les lettres « B  » (1610), « D » (1612), « G » (1615) et « H » (1620). Ce système est relevé comme étant rare, « précoce et cohérent ». Cependant le système est abandonné à partir de 1620, comme ailleurs en France ; les pièces ne portent plus que le poinçon de maître de l'orfèvre.
22 orfèvres sont rattachés à la jurande durant le XVIIe siècle.
Les orfèvres morlaisiens de cette période qui se distinguent sont Jean Torcler, Guillaume Desboys (croix de procession de Pleyber-Christ et celle de Locarn) et François Lapous, père et fils (pièces pour le trésor de Saint-Jean-du-Doigt).
À partir de 1650, la concurrence de l'orfèvrerie parisienne se fait sentir, plusieurs orfèvres locaux étant des marchands. Jean Oriot vend ainsi des réalisations de Pierre Le Doux ou de Gabriel Desormeaux. La production d'orfèvrerie reste cependant de très bonne qualité, mais concerne des objets plus communs (boîtes aux saintes-huiles, ciboires, calices), signés Guillaume Le Roy, Ollivier Le Roy ou Thomas Maillard.

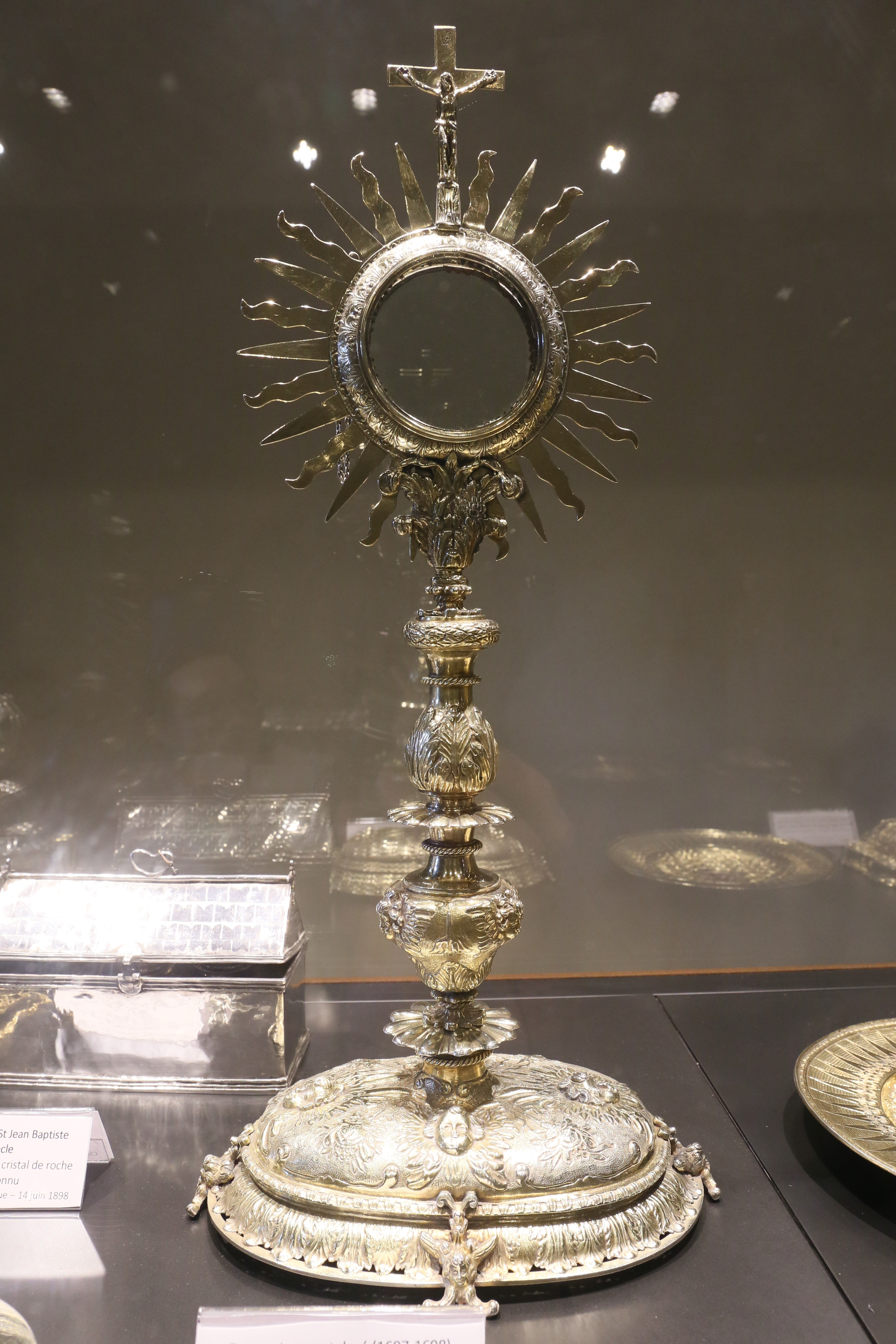
Ostensoir réalisé par Thomas Maillard en 1698, présent dans le trésor de Saint-Jean-du-Doigt.

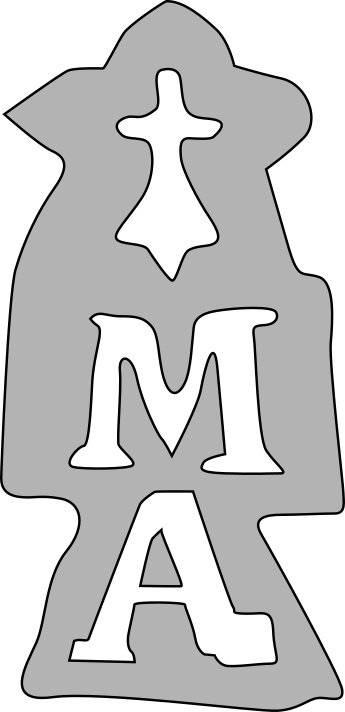
Poinçon du 28 octobre 1697.

À partir de 1672, les poinçons de marque (poinçons de contrôle) sont mis en place. Les premiers poinçons se cherchent, la lettre M y apparaissant à partir de 1687 pour ensuite être plus ou moins utilisée. La jurande remet en place un poinçon. Le premier, insculpé le 28 octobre 1697, est un « M », surmontant un « A », et surmonté d'une hermine héraldique. Au « MA » succéderont « MB » (18 février 1700) puis « CM » (1702), « DM » (1704) et « EM » (1706). 
Une visite des juges de la Monnaie de Rennes a lieu en 1699. Thomas Maillard est alors condamné à une amende pour avoir travaillé sur une pièce en deçà du titre en vigueur.
Enfin, la jurande affiche un blason. Il en existe plusieurs interprétations, la plus fiable étant : d'azur à une croix d'or, cantonnée au 1 et au 3 d'une couronne royale de même et aux 2 et 4 d'une coupe couverte d'argent. 

### XVIIIesiècle
25 orfèvres sont rattachés à la jurande durant le XVIIIe siècle. Les orfèvres de Saint-Pol-de-Léon et de Tréguier, qui bénéficiaient alors d'une exception liée au statut épiscopal de leurs villes, sont invités à venir faire insculper leur poinçon à la jurande de Morlaix.
À Morlaix, les orfèvres sont installées dans plusieurs rues, les trois principales activités étant toutes situées rue du Pavé. À la veille de la Révolution, lors des travaux canalisant le Jarlot et le Queffleut, certains orfèvres s'installeront sur les quais.
À partir de 1716, le poinçon de jurande abandonna la lettre « M » associée à une autre lettre pour les lettres de F à V.
En 1738, seuls trois orfèvres sont recensés : Jacques Rousseau, Mathurin Héliès et Denys Lavoye. Ce recensement ne prend pas en compte le déménagement à venir de Lavoye, ni l'arrivée en cours ou future de Jean-Pierre Langlois ou de Denis de La Chèse. La veuve de La Chèse, Claude Barbe Guillou, exercera à partir de 1753.

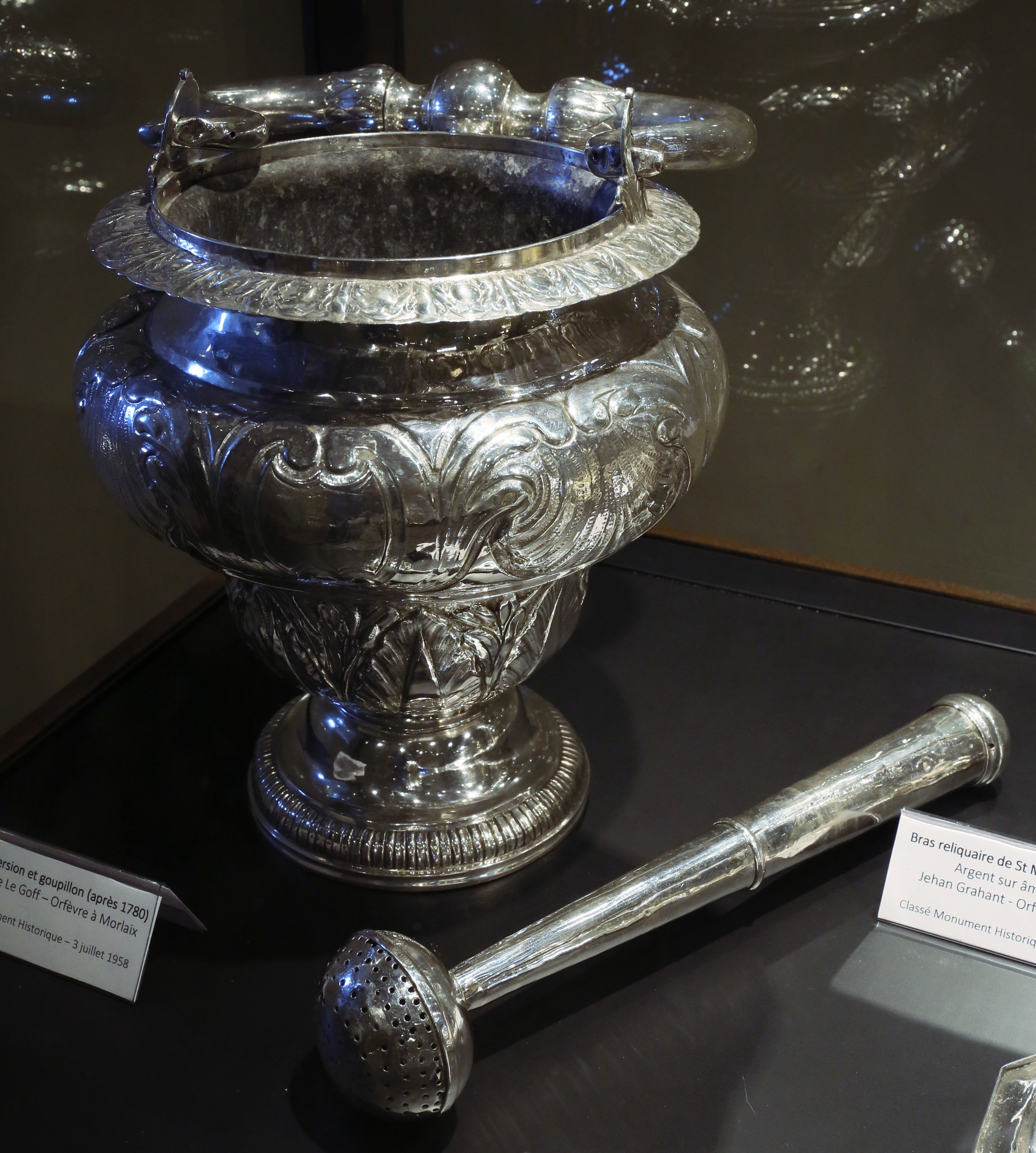
Seau à aspersion du trésor de Saint-Jean-du-Doigt, attribué à Jean-Pierre Le Goff, seconde moitié du XVIII.

Des nouveaux statuts sont reçus par la jurande le 20 décembre 1746, fixant le nombre d'orfèvres à quatre pour Morlaix, trois pour Lannion et deux pour Guingamp. Jean-Pierre Le Goff, le membre le plus connu de cette jurande, s'installe en 1754. La production morlaisienne est alors la plus importante de Bretagne, avec 86 poinçons pour l'or ou l'argent (80 pour Rennes, 42 pour Pontivy ou 32 pour Nantes) ; elle demeure cependant difficile à juger. 
En 1784, lors de l'inauguration d'un nouveau poinçon (un pilier encadrant les deux chiffres du millésime), quatre maîtres exercent à Morlaix.
Le 6 avril 1789, les « maîtres marchands orfèvres » de Morlaix, Lannion et Guingamp rédigent leur cahier de doléances, un des rares documents encore existants de cette jurande. 

### Révolution etXIXesiècle
La Révolution française divise les orfèvres, certains tels que Julien Jannou ou Paul Le Goff étant favorables aux idées révolutionnaires. La jurande est supprimée en 1791 par le décret d'Allarde. 
De nombreux biens de l'Église, saisis, sont fondus au profit de l'hôtel des monnaies de Rennes. Paul Le Goff reste en place à Morlaix. À la suite de la « loi relative à la surveillance du titre et à la perception des droits de garantie des matières et ouvrages d'or et d'argent » du 19 Brumaire an VI (9 novembre 1797), il crée son poinçon de maître en 1797 et le fait insculper en 1812. Il est le dernier orfèvre à exercer à Morlaix, avec une production importante dont la dernière trace est relevée en 1832.

## Autres références
1. ↑  Christophe Ginter, « Les poinçons des veuves d’orfèvres sous l’Ancien Régime français », sur www.ascasonline.org (consulté le 3 décembre 2016)